# Brdo-Miloševo
Brdo-Miloševo är ett samhälle i Bosnien och Hercegovina.   Det ligger i entiteten Republika Srpska, i den nordvästra delen av landet, 170 km nordväst om huvudstaden Sarajevo. Brdo-Miloševo ligger 169 meter över havet och antalet invånare är 253.
Terrängen runt Brdo-Miloševo är platt åt nordost, men åt sydväst är den kuperad. Terrängen runt Brdo-Miloševo sluttar österut.Närmaste större samhälle är Bosanska Gradiška, 14,5 km öster om Brdo-Miloševo. 
Omgivningarna runt Brdo-Miloševo är en mosaik av jordbruksmark och naturlig växtlighet. Runt Brdo-Miloševo är det ganska tätbefolkat, med 67 invånare per kvadratkilometer.